# Maculelé

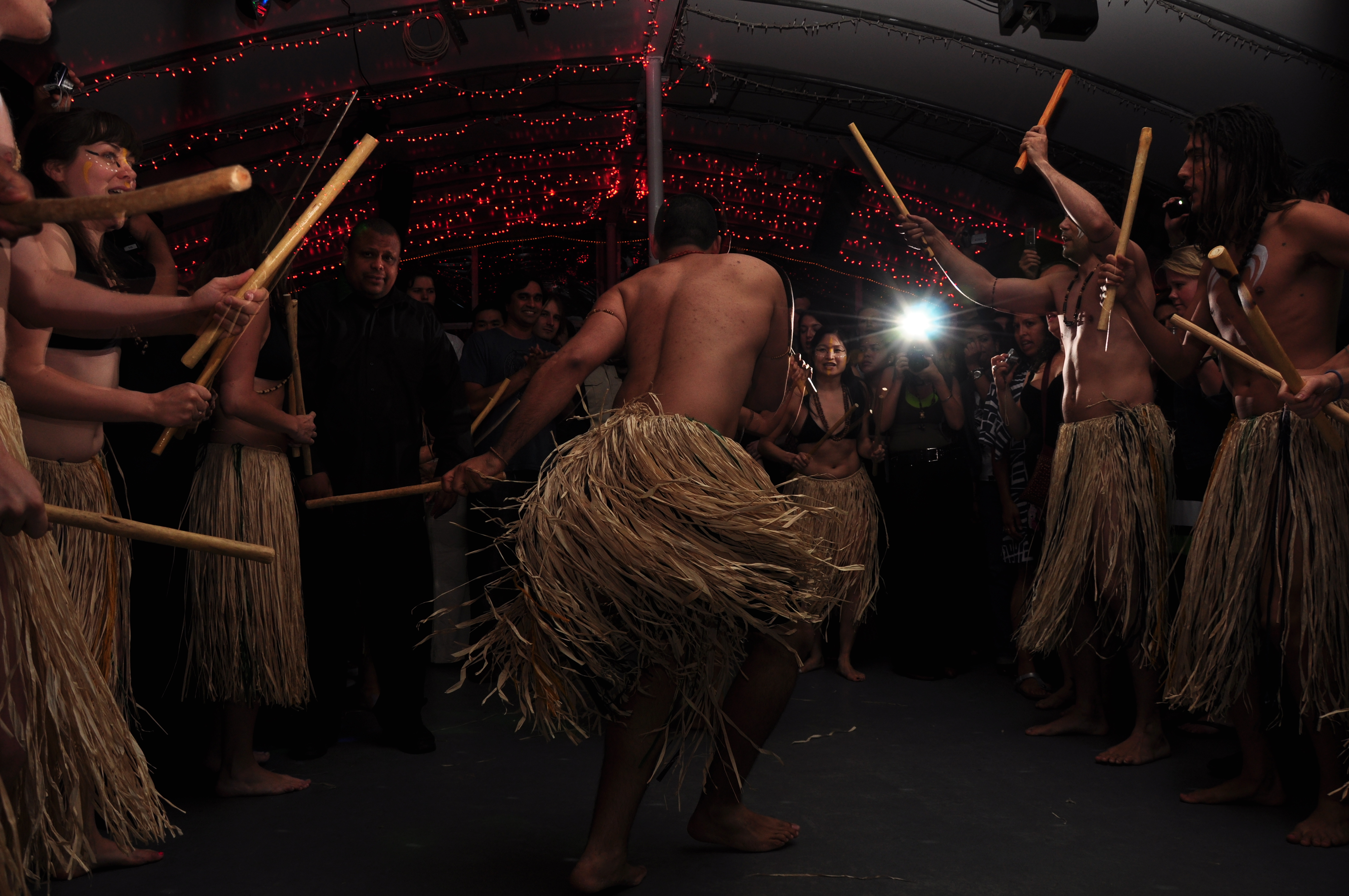
Presentación Maculelê con ropa típicamente indígena

El maculelé, es una danza de palos folclórica de origen afro-brasileño, donde un número de personas se reúnen en un círculo llamado la roda.

## Materiales
Se necesitan unos palos llamados grimas, que miden tradicionalmente unas 24 pulgadas de largo por 1 y 1/8 pulgada de grueso. Además, los participantes usan tradicionalmente faldas hechas de hierbas secas.

## La danza
Para bailarla, se forma un círculo de personas. Cada persona porta un par de palillos largos, hecho tradicionalmente de la madera del biriba del Brasil.
La gente en el círculo comienza a chocar los palos entre sí rítmicamente. El líder canta y la gente en el círculo responde cantando al estribillo de las canciones.
El líder da la señal de comenzar a jugar dentro de la danza, dos personas se incorporan en el círculo al ritmo del atabaque, para chocar sus propios palillos de forma conjunta.
En los primeros tres golpes, pulsan sus propios palillos, con movimientos expresivos y atléticos de la danza, en cada cuarto golpe, tocan el palillo derecho respectivo de cada uno. Esto hace que la danza se convierta en un combate falso con palos.

## Música

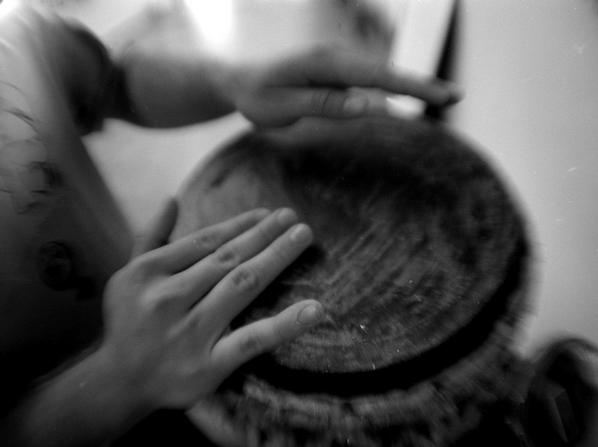
Atabaque, instrumento de percusión de origen africano, utilizado en la danza.

La música de Maculelé consiste en percusión y voz.

## Los orígenes
Sus orígenes son un misterio: hay muchas historias y la creencia de que el Maculelé "siempre existió".
Durante la era de la esclavitud en el Brasil, los esclavos en las plantaciones de la caña de azúcar recolectaban y jugaban el maculelé como juego para expresar su cólera y frustración de ser esclavos. No utilizaban machetes.